# Page (Arizona)
Page ist ein Census-designated place im Coconino County im US-Bundesstaat Arizona. Das U.S. Census Bureau hat bei der Volkszählung 2020 eine Einwohnerzahl von 7.440 ermittelt.

## Lage
Die Ortschaft liegt im äußersten Norden von Arizona auf dem östlichen Plateau oberhalb des Colorado River auf Höhe des Glen Canyon Dam am Lake Powell.

## Geschichte
Die Ortschaft Page wurde 1957 gegründet und ist damit eine der jüngsten der Vereinigten Staaten. Bevor die Stadt entstand, wurde die Gegend von Angehörigen des Diné-Volkes (auch Navajo genannt) besiedelt.

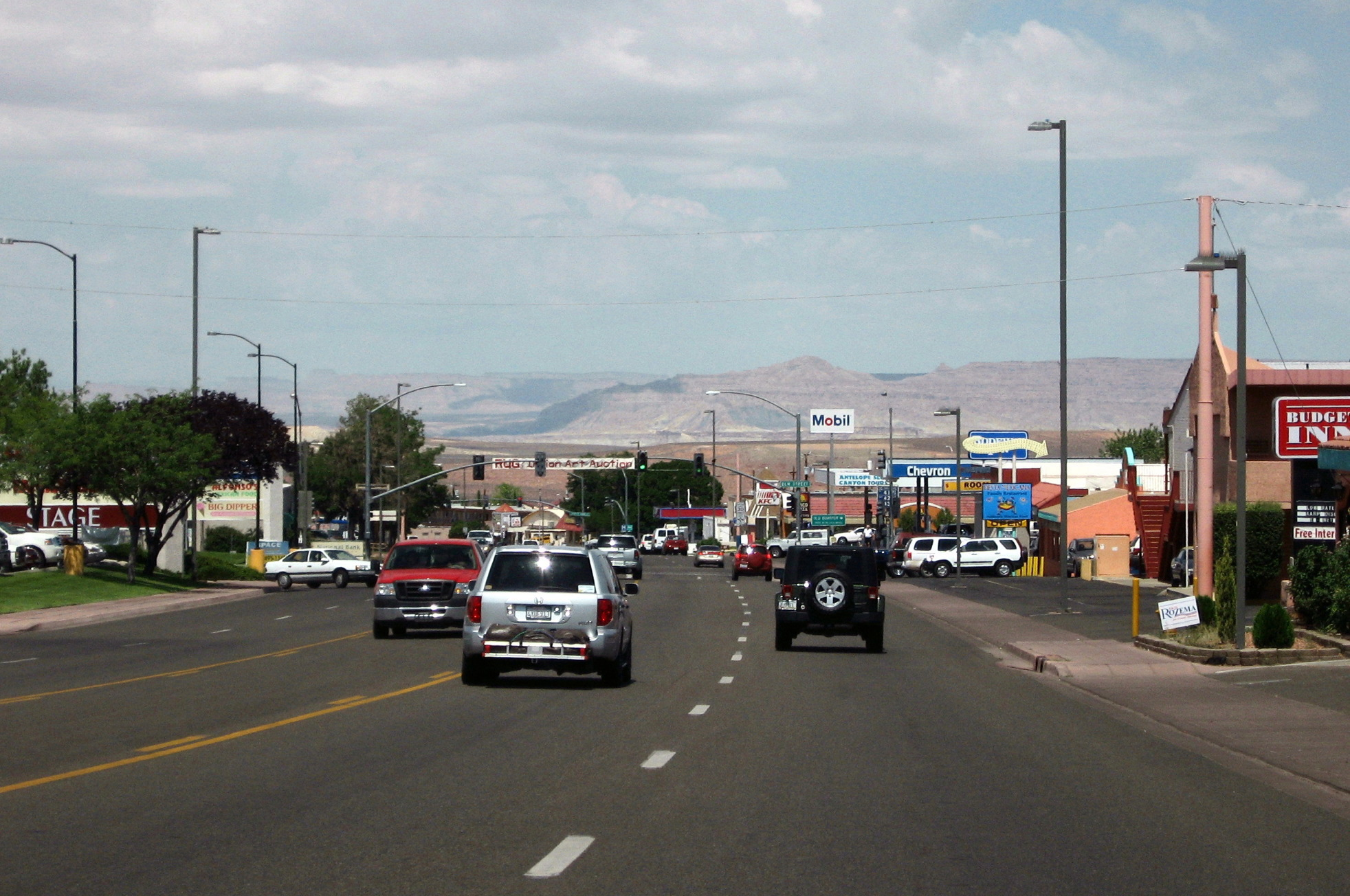
Downtown Page

Mit dem Baubeginn des Glen Canyon Dam im Jahr 1956 musste in der Gegend eine Siedlung zur Unterbringung der Bauarbeiter errichtet werden. Zu diesem Zweck erwarb man von den hier ansässigen Diné ein ca. 24 mi² großes Stück Land, was etwa einer Fläche von 62 km² entspricht. Anfänglich war es ein Government Camp, bekam aber recht schnell den Status einer Ortschaft und wurde dann 1957 nach dem Leiter des Bureau of Reclamation John C. Page, benannt. Viele der alten Häuser und Trailer des ursprünglichen Camps sind noch heute im sogenannten Old Historic Quarter von Page zu besichtigen. Mit der Etablierung der Glen Canyon National Recreation Area im Jahre 1972 wurde der Tourismus zu einer immer wichtigeren Einnahmequelle.
Neben dem Wasserkraftwerk im Glen Canyon Dam mit einer Leistung von 1.296 MW befindet sich mit der Navajo Generating Station in der Nähe zudem ein 2019 geschlossenes Kohlekraftwerk mit einer Leistung von 2.250 MW, das durch die Black Mesa and Lake Powell Railroad mit Kohle versorgt wurde.

## Demographie
Im Jahre 1975 hatte Page mehr als 9.000 Einwohner, bei der Volkszählung aus dem Jahr 2000 waren es noch 6.809 Einwohner, die sich auf 2342 Haushalte und 1779 Familien verteilten. Die Bevölkerungsdichte betrug 158,5 Einwohner/km². Darunter waren 67,32 % der Bevölkerung weiß und 26,69 % indianisch. In 41,4 % der Haushalte lebten Kinder unter 18 Jahren. Das Durchschnittseinkommen betrug 46935 Dollar pro Haushalt, wobei 13,9 % der Bevölkerung unterhalb der Armutsgrenze lebten.

## Verkehr

### Straßenverkehr
Page ist an zwei Schnellstraßen angebunden. In Nord-Süd-Richtung verläuft der U.S. Highway 89, der an seinem südlichen Ende die Verbindung zur Interstate 40 in der Nähe von Flagstaff herstellt. Des Weiteren beginnt in der Stadt die Arizona State Route 98, die im Osten am U.S. Highway 160 endet. Beide Straßen durchqueren dünnbesiedelte Wüste und befinden sich größtenteils auf dem Gebiet der Navajo Nation Reservation.

### Schienenverkehr
Östlich der Stadt verkehrte bis 2019 die Black Mesa and Lake Powell Railroad zwischen der Navajo Generating Station, dem örtlichen Kohlekraftwerk, und der Black Mesa Mine bei Kayenta. Die Bahnstrecke diente ausschließlich der Beförderung von Kohle und ist zudem elektrifiziert.

### Luftverkehr
Der Page Municipal Airport (IATA-Code PGA) schließt die Stadt ebenfalls an den Luftverkehr an. Die Great Lakes Airlines bot bis 2018 Direktflüge nach Farmington und Phoenix an. Mit jeweils einer Zwischenlandung werden des Weiteren Show Low, Prescott sowie Denver angeflogen.
Ebenso sind vom Flughafen aus Rundflüge über die Canyonlandschaften Arizonas und Utahs sowie den Lake Powell möglich.

## Sehenswürdigkeiten
Die Sehenswürdigkeiten der Stadt beschränken sich meist auf die beeindruckenden Naturlandschaften. So befinden sich in der Umgebung von Page mehrere berühmte Nationalparks und Canyons. Die Gegend um die Ortschaft gehört zur Glen Canyon National Recreation Area. Besonders sehenswert sind:
- Der Glen Canyon Dam und der dadurch entstandene Lake Powell.
- der Canyon X
- Das Old Historic Quarter mit Überbleibseln aus der Anfangszeit des Orts.
- Der Antelope Canyon etwa 4 km südöstlich der Ortschaft.
- Das Grand Staircase-Escalante National Monument
- Die als Horseshoe Bend bekannte Schleife des Colorado, etwa 6 Kilometer südwestlich der Ortschaft.
- Weiter nördlich und bereits in Utah gelegen, der Kodachrome Basin State Park.

Einmal im Jahr findet Ende September das Powell-A-Palooza Festival in und um Page statt, bei dem auf 8 Bühnen über 50 Bands auftreten.

## Page in den Medien

### In Film und Fernsehen
In Page und Umgebung wurden mehrere bekannte Filme gedreht, darunter:
- Into the Wild (2007)
- Hulk (2003)
- Evolution (2000)
- Planet der Affen (2001)
- Operation: Broken Arrow (1996)
- Maverick – Den Colt am Gürtel, ein As im Ärmel (1994)
- Superman III (1983)
- Planet der Affen (1968)
- Die größte Geschichte aller Zeiten (1963)

### In der Literatur
Die Stadt Page diente in dem Roman Thunderhead von Douglas Preston und Lincoln Child als Ausgangspunkt einer Expedition in die Canyons des südlichen Utah.

## Persönlichkeiten
- Fred Keller (* 1965), Politiker